# Ivo Pavlík
Ivo Pavlík (12. května 1933 Bílovec – 12. srpna 2017), byl český hudební skladatel, klávesista a klarinetista. Byl manželem zpěvačky Heidi Janků a s bývalou manželkou, zpěvačkou Věrou Špinarovou, měl syna Adama Pavlíka.

## Život
Studoval na reálném gymnáziu v Novém Jičíně, kde v roce 1951 maturoval. Následně absolvoval pedagogickou fakultu v Brně, na níž studoval hudební výchovu. Po absolutoriu v roce 1955 vyučoval hudební nauku na školách v Pardubicích, Chrudimi a Ostravě.